# Carpatica Invest
Carpatica Invest este o casă de brokeraj din Sibiu care se ocupă cu intermedierea pentru tranzacții cu acțiuni, obligațiuni, derivative și drepturi de preferință.
Societatea de servicii de investiții financiare (SSIF) Carpatica Invest este controlată de Banca Comercială Carpatica, care deține 95,6% din capitalul social.
În iunie 2008, SSIF Carpatica Invest deținea 1,4811% din acțiunile Bursei de Valori București, și 0,74% din Bursa Monetar Financiară și de Mărfuri Sibiu.
În august 2006, compania avea 32 de agenții în toată țara.
Număr de angajați în 2008: 132
Cifra de afaceri în 2008: 2,1 milioane euro